# Шестопал, Анатолий Фёдорович
Анатолий Фёдорович Шестопал (1936—31.08.1993) — украинский советский математик.

## Биография
С 1955 по 1993 год работал на кафедре высшей математики Киевского инженерно-строительного института.
Трагически погиб 31.08.1993, попав под машину.
Один из учеников академика Юрия Алексеевича Митропольского.